# Caroline Colditz
Caroline Colditz (18. září 1856, Christiania – 6. května 1924) byla norská fotografka.

## Životopis
Na první fotografické výstavě v Christianii v roce 1900 vystavovala "Obrázky zasněžené krajiny, obrázky v exteriéru i obrázky interiéru".
Během sčítání v roce 1900 žila na adrese Munkedamsveien 5, v letech 1910 a 1923 byla registrována jako fotografka na adrese Munkedamsveien 13. V roce 1924 po ní společnost převzala Jenny Svang.

## Galerie

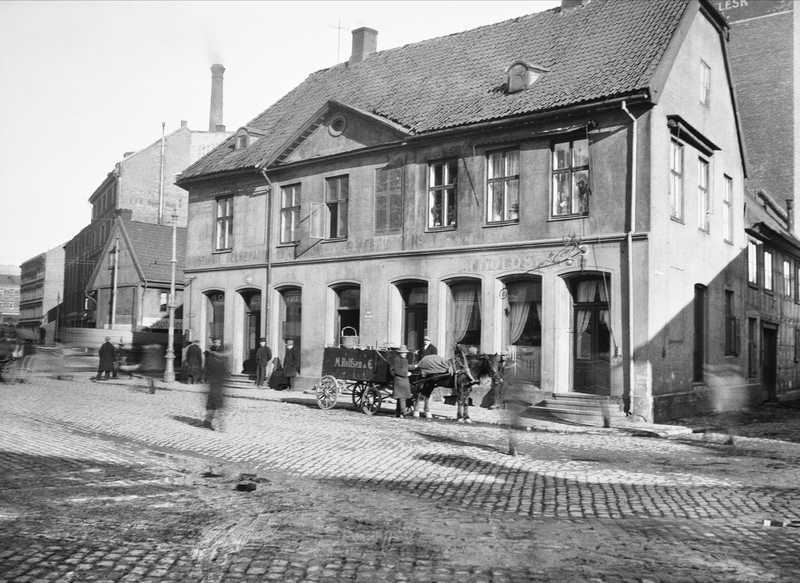
Brugata
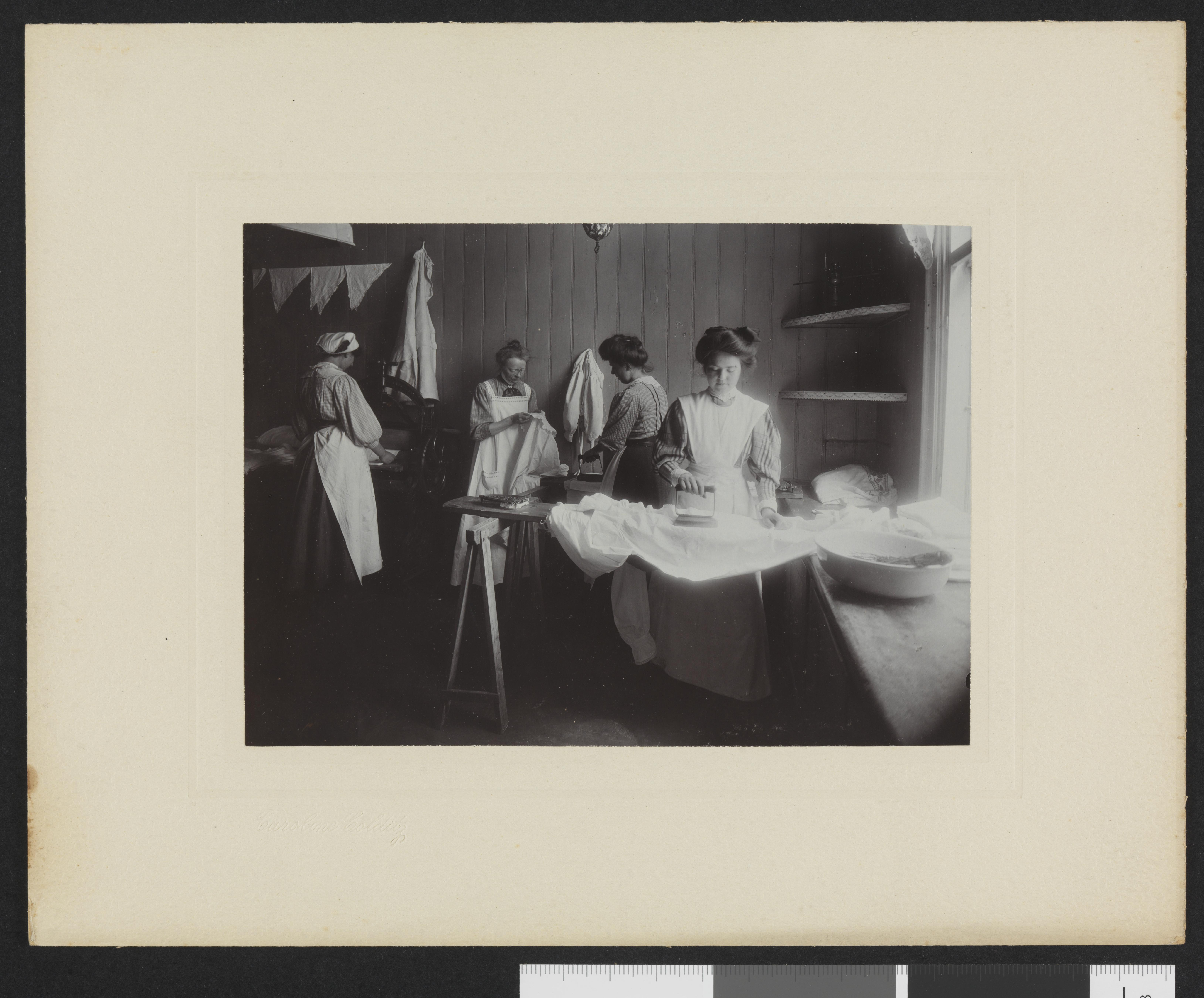
Fra Nordstrand husmorskole
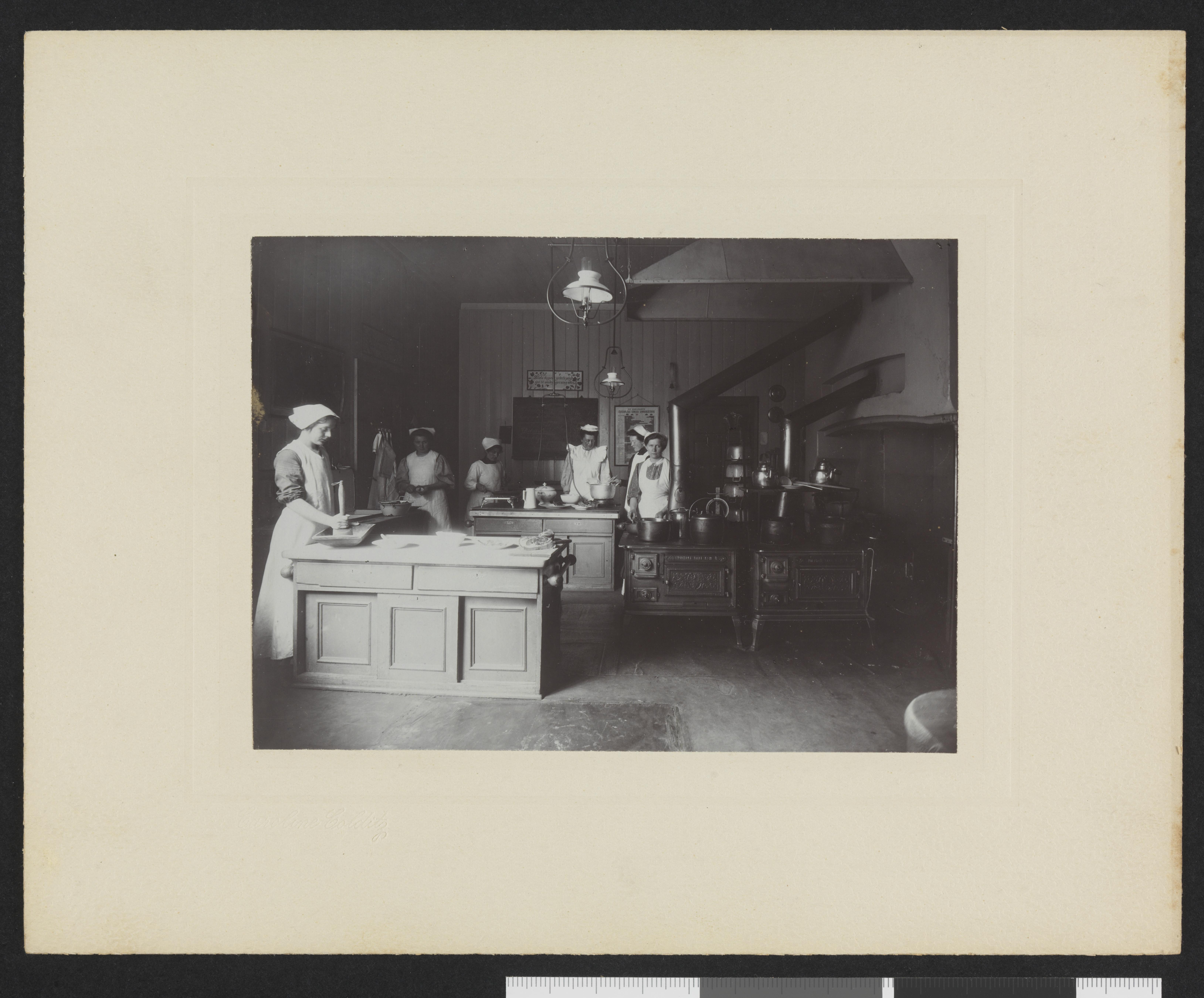
Fra Nordstrand husmorskole
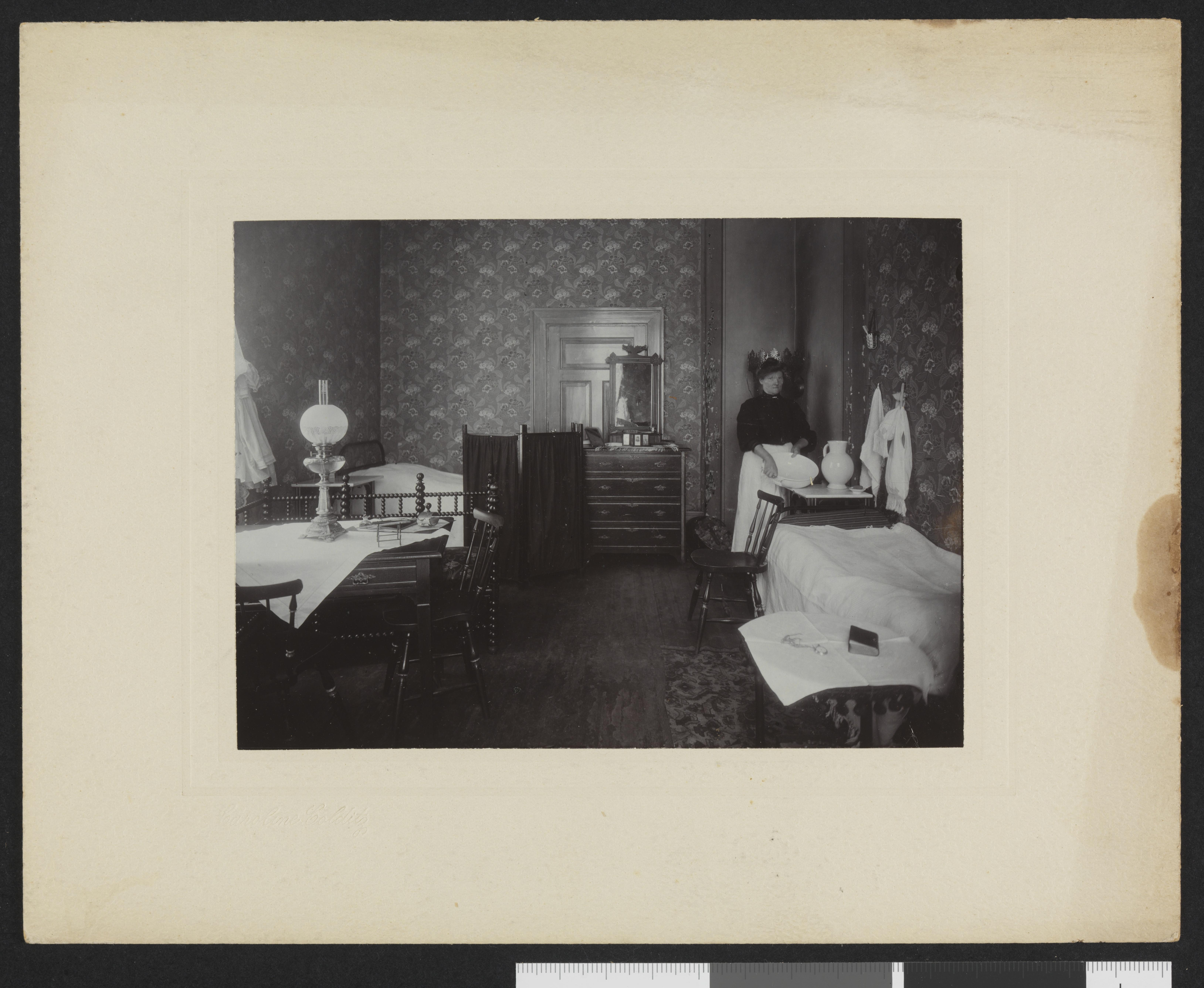
Fra Nordstrand husmorskole
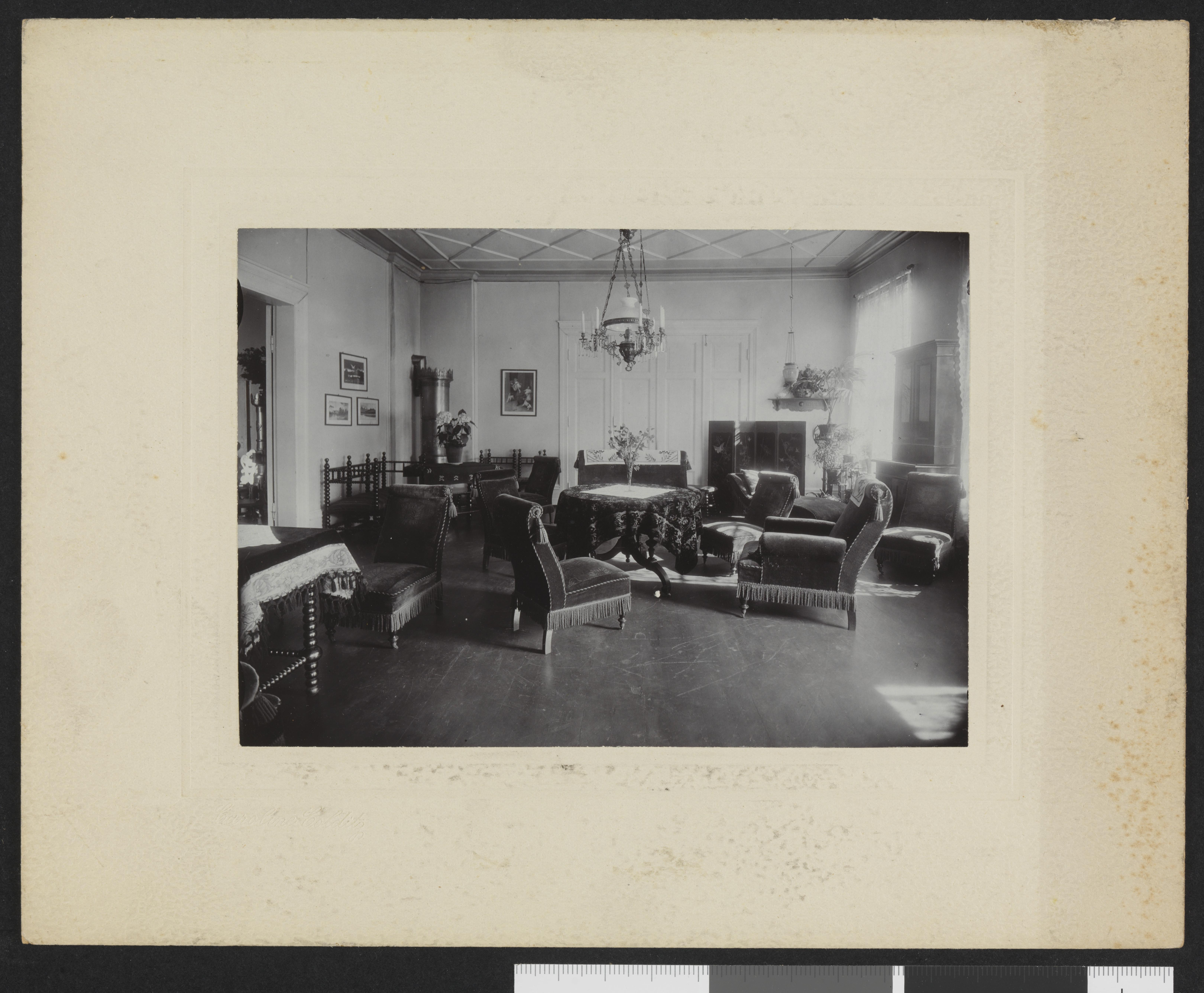
Fra Nordstrand husmorskole
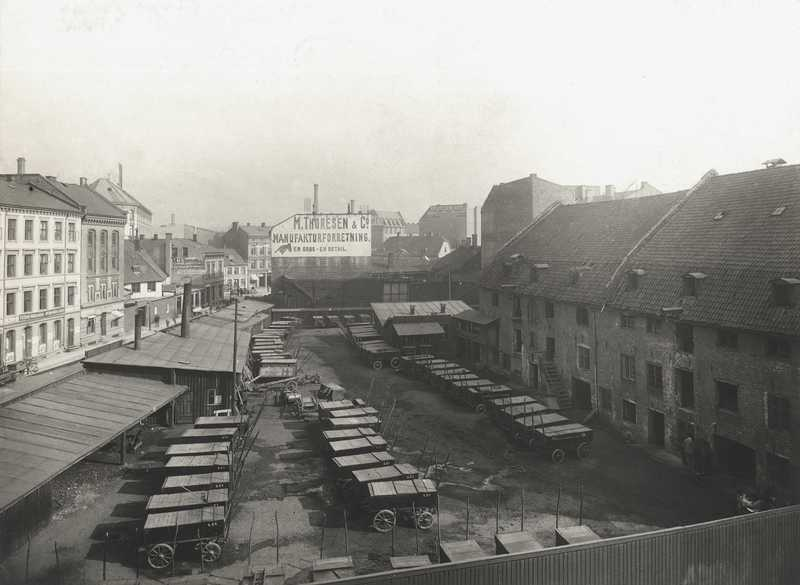
Stenersgaten mot Lilletorget
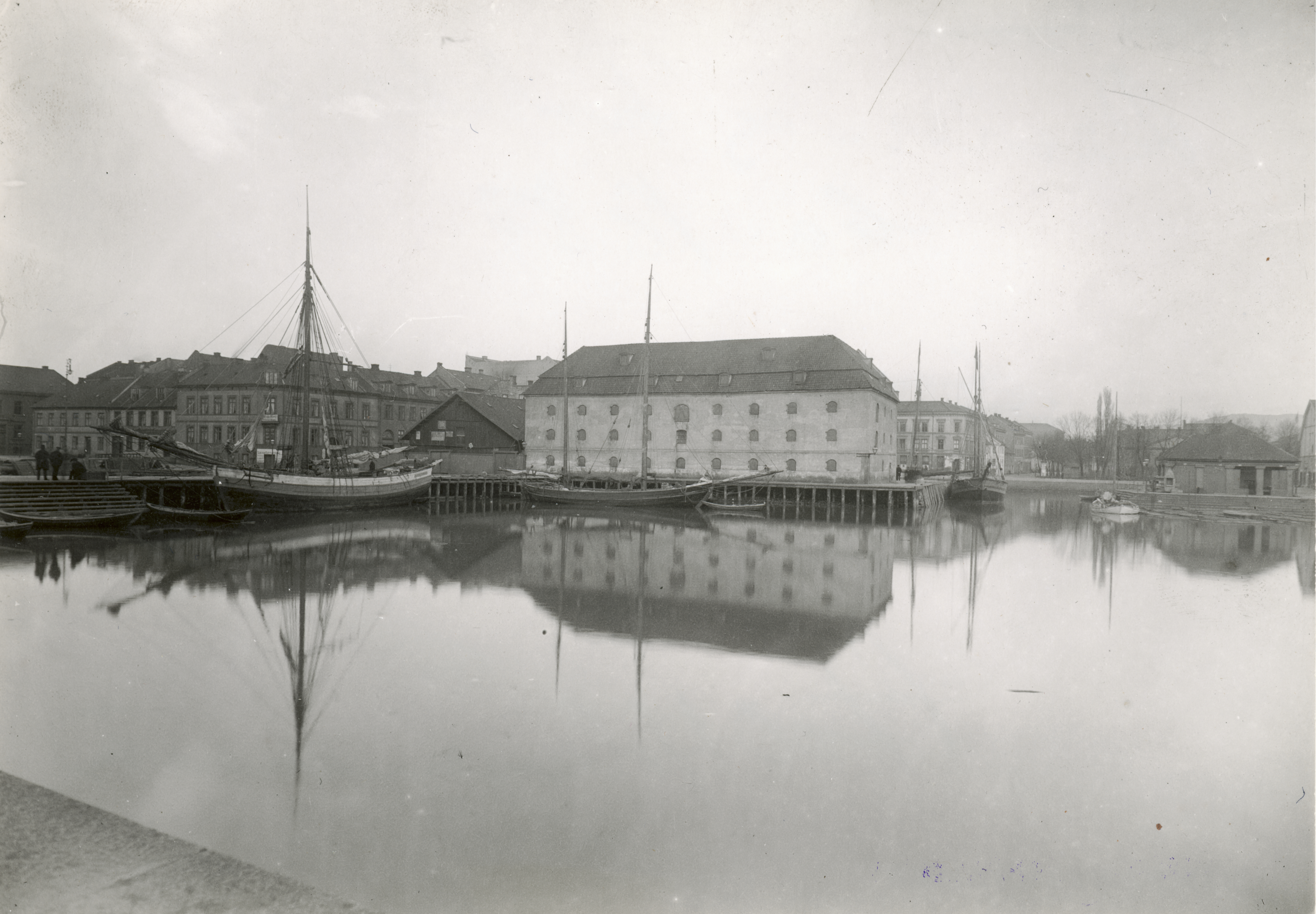
Revier- og fiskebryggen, Oslo - Riksantikvaren
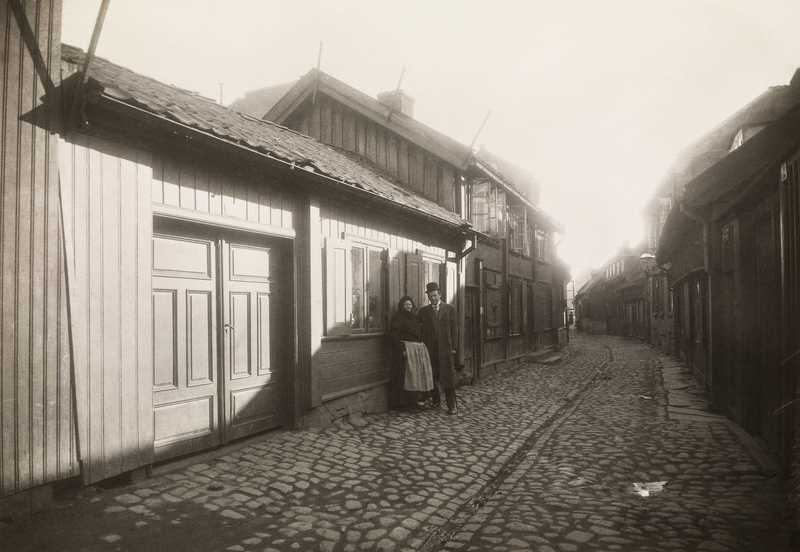
Smalgangen fra Bredgaten